# Погруддя князя Меншикова
Погруддя князя Меншикова (рос. Бюст князя Меншикова ) — перше портретне зображення державного діяча Росії в стилі західноєвропейського бароко, котре виконав скульптор Карло Бартоломео Растреллі (1675—1744), італієць за походженням.

## Історія
24 березня 1716 р. родина Растреллі прибула в Петербург. На відміну від Парижу, де тимчасово працював голова родини,  майстра завантажили значною кількістю замов, що той подовжив працю попри три роки (зафіксовані в його контракті), а потім залишився в Росії  на все життя.
На початковому етапі Карло Растреллі займався архітектурою та розплануванням саду бароко в резиденції Стрельна. Але наштовхнувся на значний спротив з боку свого головного конкурента - французького архітектора і садівника Олександра Леблона. Дійшло до скарг до губернатора та до царя. Петро І, більш зацікавлений на той час в Леблоні, став на його бік. І розпорядився на майбутнє займатися архітектурою - Леблону, а скульптурою - Карло Растреллі. 
Несподіване рішення царя, тим не менше, сприяло збереженню сил і часу немолодого за віком Растреллі-батька для праці зі скульптурами, адже тому було за сорок. До того ж, скульптура та ливарна справа були довготривалими та трудоміськими. Це добре віддзеркалює рапорт Карло Растреллі задля створення першого металевого погруддя князя Меншикова . В переліку - вимоги на необхідні матеріали ( червона мідь, віск, гіпс, залізо, глина ), потреба в приміщенні-майстерні для захисту від негоди достатнього розміру та ще чотирнадцять фахівців-помічників, серед яких -
- коваль з помічниками
- слюсар
- тесляр
- каменярі-будівельники
- перекладач, бо Карло ще не вивчив російської мови.

Погруддя князя було готове в квітні 1717 року.

## Побутування і провенанс
По засланні Олександра  Меншикова з родиною 1727 року за наказом, підписаним малолітнім імператором Петром ІІ ( рукою якого водили могутні вороги Меншикова), усе його майно відійшло до державної скарбниці. В 18 ст. Погруддя опального князя повернули нащадкам князя — на відміну від пограбованого майна і його колишніх палаців. Меншиковський палац в Санкт-Петербурзі віддали під військове училище ( Сухопутний кадецький корпус), а заміський Меншиковський палац (Оранієнбаум) став Кронштадтським шпиталем для військових моряків.
В 19 ст. погруддя князя як видатний твір скульптора Карло Бартоломео Растреллі мав популярність серед митців Російської імперії, хоча не зберігався в столиці.  Так, для Імператорського Ермітажу 1849 року скульптор І. П. Віталі створив його копію в мармурі. Адже оригінал роботи Карло Растреллі зберігали в дворянській садибі як приватну власність. 
По перерозподілу експонатів за часів комуністичного уряду в 20 столітті мармурова копія погруддя роботи Віталі передана в Державний Російський музей. 
1881 року, під час праці над картиною «Меншиков на засланні в Березові » художник Суриков Василь Іванович розшукав оригінал в садибі Івановське Клінського уєзду, котра належала пані Меншикової-Корейши, дальній родичці князя. Суриков зробив декілька замальовок з портрета, а також замовив глиняну копію, яку відтворили в гіпсі. На зламі 19-20 ст. відомості про оригінал пропали. Нащадки Менщикова  емігрували із Росії і вивезли оригінал за кордон. Погруддя виникло знову лише 1935 року на виставці російських творів мистецтва в Лондоні, куди його дозволила відвезти княгиня Т. Гагаріна, котра породичалася із представниками роду Меншикових. Згодом погруддя-оригінал придбали антиквари Джаншиєви. 
За часів СРСР твори мистецтва за кордоном купували в надто обмеженій кількості, бо московський уряд Сталіна зганьбив себе пограбуванням приватних і державних музеїв, державних і приватних бібліотек і церков, а вилучене майно продавав на закордонних аукціонах. Для унікальної пам'ятки 1717 року  роботи Карло Растреллі зробили виняток і за 40 000 долярів  погруддя придбали в Парижі в  листопаді 1977 року для збірок Державного Ермітажу.